# Electrum Bitcoin Wallet
Electrum ist ein Bitcoin Wallet für Windows, Linux, MacOS und Android. Das Programm wurde am 5. November 2011 veröffentlicht und wird seitdem konstant weiterentwickelt. Neben Bitcoin ist Electrum in modifizierten Versionen auch nutzbar für Altcoins, beispielsweise in der Version Electrum-NMC für Namecoin, dem ersten Fork von Bitcoin aus dem Jahr 2011.

## Hauptfunktionen
- Verschlüsselte Wallets: Die Datei, die die Private Keys enthält, ist passwortgeschützt verschlüsselt und verlässt nie den Computer des Benutzers.[9]
- Wiederherstellung des Wallets: Wenn die Wallet-Datei verloren geht, kann man durch den Seed (12 Wörter) seines Wallets den Zugriff vollständig wiederherstellen.
- Lightwallet: Electrum lädt nicht die ganze Blockchain herunter, sondern synchronisiert die Wallet durch einen Server, womit viel Zeit und Speicherplatz gespart wird.
- Transaktionen werden lokal signiert: Die Private Keys werden nie mit dem Server geteilt, somit muss man dem Server nicht vertrauen.
- Cold Storage: Die Private Keys werden offline gespeichert. Somit hat nur der Nutzer Zugriff auf diese.
- Multisignature: Multisignature wird von Electrum unterstützt.
- Hardware Wallet Integration: Hardware Wallets wie Ledger oder Trezor können mit Electrum verbunden werden.
- Open-Source: Das Programm ist kostenlos und der Sourcecode öffentlich, somit kann die Sicherheit der Wallet bestätigt werden. Verschiedene Modifizierungen wie ElectrumX sind schon auf dem Markt.
- SegWit Support: Electrum unterstützt nicht nur Legacy Bitcoin Adressen, sondern auch SegWit und deren Variationen.
- Add-On Support: Externe Plugins können zum Programm hinzugefügt werden.
- Python als Programmiersprache: Der Code ist kurz und einfach gehalten.

## ElectrumX
ElectrumX ist ein Full-Node und stellt den Nutzern des Electrum Lightwallets die dezentralisierten Electrum Server bereit, wie es auch für Namecoin verwendet wird.

## Electrum Personal Server
Der Electrum Personal Server ist im Gegensatz zu ElectrumX nur auf die Benutzung durch einen Nutzer ausgerichtet. Anstatt die ganze Blockchain zu speichern, verfolgt es nur eigene Transaktionen.